# Olivuzza
Olivuzza è la ventottesima unità di primo livello di Palermo.
È situata nella zona centrale della città; fa parte della V Circoscrizione.